# ピロリジジンアルカロイド

レトロネシンの構造式。 ノボロギク (Senecio vulgaris) やヒレハリソウ (Symphytum spp.) に含まれるピロリジジンアルカロイド。

ピロリジジンアルカロイド（英: Pyrrolizidine alkaloid、略称: PA）はピロリジジンを基本骨格とするアルカロイドであり、これまでに300種類以上の天然物が知られている。ピロリジジンアルカロイドはムラサキ科、キク科、ラン科、マメ科植物によく含まれている他、まれにヒルガオ科やイネ科植物でも見つかる。シソ科では少なくとも一種がピロリジジンアルカロイドを産生している。
ピロリジジンアルカロイドには肝毒性がある。また、肝中心静脈閉塞症や肝癌を引き起こす。
そのため、ピロリジジンアルカロイドを含む薬草（ヒレハリソウやフキタンポポ）やある種の中国の薬草の使用、純粋エキウム蜂蜜（ブルガレ、プランタギウム）にはリスクが伴う。フキやツワブキを食する際に灰汁抜きが必要な理由でもある。ナルトサワギクなどは、これを食べた家畜が中毒死したなどの報告がある。
アサギマダラなどのマダラチョウの仲間は、一部の植物の花の蜜から特定のピロリジジンアルカロイドを摂取して体内に蓄えている。これは、敵からの防衛のためであると共に、オスが放出する性フェロモンの原料ともなっていることが明らかとなっている。

## ピロリジジンアルカロイドの一覧

セネシオニン
リコプサミン
シンフィチン
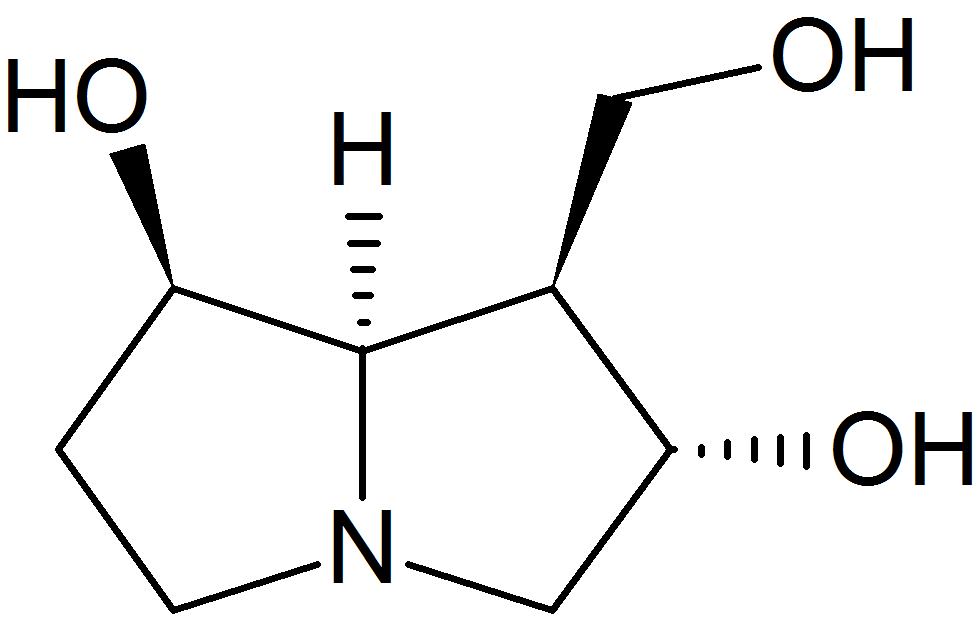
ロスマリネシン
インテルメジン
センキルキン（セネシオニンと似ているがピロリジジンが縮環していない）

## ピロリジジンアルカロイドを含む植物種
- カッコウアザミ Ageratum conyzoides
- オオカッコウアザミ Ageratum houstonianum [6]
- ナンシソウ Arnebia euchroma
- ヨブスマソウ Cacalia hastata
- Cacalia hupehensis
- ヒマワリヒヨドリ Chromolaena odorata
- アッシリアプラム Cordia myxa
- ベニバナボロギク Crassocephalum crepidioides
- Crotalaria albida
- Crotalaria assamica
- Crotalaria mucronata
- Crotalaria sesseliflora
- Crotalaria tetragona
- シナワスレグサ Cynoglossum amabile
- Cynoglossum lanceolatum
- Cynoglossum officinale
- Cynoglossum zeylanicum
- シャゼンムラサキ Echium plantagineum[7]
- シベナガムラサキ Echium vulgare
- ウスベニニガナ Emilia sonchifolia
- ヘンプアグリモニー Eupatorium cannabinum
- ヒヨドリバナ Eupatorium chinense
- フジバカマ Eupatorium fortunei ＝ E. japonicum
- ツワブキ Farfugium japonicum
- スイゼンジナ Gynura bicolor
- Gynura divaricata
- Gynura segetum
- Heliotropium amplexicaule[7]
- Heliotropium europaeum[7]
- ナンバンルリソウ Heliotropium indicum
- ヤコブボロギク Jacobaea vulgaris[7]
- Lappula intermedia
- Ligularia cymbulifera
- マルバダケブキ Ligularia dentata
- Ligularia duiformis
- Ligularia heterophylla
- Ligularia hodgsonii
- Ligularia intermedia
- Ligularia lapathifolia
- Ligularia lidjiangensis
- Ligularia platyglossa
- Ligularia tongolensis
- Ligularia tsanchanensis
- Ligularia vellerea
- コクラン Liparis nervosa
- ムラサキ Lithospermum erythrorhizon
- フキ Petasites japonicus
- Senecio argunensis
- Senecio brasiliensis[8]
- Senecio chrysanthemoides
- Senecio integrifolius var. fauriri
- Senecio lautus[7]
- Senecio linearifolius[7]
- ナルトサワギク Senecio madagascariensis[7]
- Senecio nemorensis
- Senecio quadridentatus[7]
- Senecio scandens
- ノボロギク Senecio vulgaris
- Syneilesis aconitifolia
- ヒレハリソウ Symphytum officinale [9]
- フキタンポポ Tussilago farfara[3]

註 - リストは不完全。